# Ergavia eris
Ergavia eris là một loài bướm đêm trong họ Geometridae.